# Háje (Krásno)
Háje (německy Rabensgrün, též Havraní) je osada a základní sídelní jednotka náležící k městu Krásno, která leží v nadmořské výšce okolo 700 m n. m. v katastrálním území Háje nad Teplou. Roku 1790 zde vznikla první zkušební keramická manufaktura ve střední Evropě fungující dva roky, poté byla založena slavná porcelánka, známá jako Haas & Czjzek. V okolí byl nejméně od 15. století těžen cín. V 50. letech 20. století byla osada kvůli těžbě uranových rud poddolovaná.
Háje leží v katastrálním území Háje nad Teplou o rozloze 3,31 km².

## Historie
První písemná zmínka o vesnici pochází z roku 1475, kdy se ves objevuje ve výčtu lokalit v oblasti Krásna. V roce 1489 je ves uváděna jako příslušenství bečovského panství.
Po roce 1945 došlo k odsunu německého obyvatelstva a po vysídlení německých obyvatel došlo v 50. letech 20. století k zahájení těžby uranu. Důlní činnost spojená s těžbou uranu Jáchymovskými doly ve Slavkovském lese znamenala zkázu vesnice. Těžba probíhala i v těsném sousedství vesnice a ani ukončení těžby v 60. letech 20. století již zkázu obce neodvrátilo. Háje jsou nyní zaměřeny výhradně na klidové obytně rekreační aktivity.

## Přírodní poměry
Háje leží v členitém terénu na náhorní plošině Slavkovského lesa nad údolím řeky Teplá v chráněné krajinné oblasti Slavkovský les. Nachází se v povodí Havraního potoka, který pramení u východního okraje vesnice.

## Obyvatelstvo
Při sčítání lidu v roce 1921 zde žilo 210 obyvatel, z nichž byl jeden Čechoslovák, 208 Němců a jeden cizinec. K římskokatolické církvi se hlásilo 202 obyvatel, k evangelické osm obyvatel.
| Rok            | 1869 | 1880 | 1890 | 1900 | 1910 | 1921 | 1930 | 1950 | 1961 | 1970 | 1980 | 1991 | 2001 | 2011 |
| -------------- | ---- | ---- | ---- | ---- | ---- | ---- | ---- | ---- | ---- | ---- | ---- | ---- | ---- | ---- |
| Počet obyvatel | 265  | 281  | 265  | 237  | 217  | 210  | 194  | 81   | 60   | 51   | 21   | 16   | 32   | 37   |
| Počet domů     | 38   | 39   | 39   | 39   | 38   | 38   | 38   | 38   | -    | 14   | 8    | 7    | 9    | 11   |